# Megaceria opheltes
Megaceria opheltes là một loài tò vò trong họ Ichneumonidae.